# Hal Willis
Hal Willis (* 15. Juli 1933 in Rouyn-Noranda, Québec, Kanada als Leonald François Joseph Guy Gauthier; † 4. September 2015 in Nashville, Tennessee, Vereinigte Staaten) war ein kanadischer Country- und Rockabilly-Sänger sowie Songwriter.

## Leben

### Kindheit und Jugend
Geboren und aufgewachsen im französischsprachigen Teil Kanadas auf einer Farm, sprach Gauthier als Muttersprache dementsprechend Französisch. Trotzdem hörte er begeistert der Grand Ole Opry zu, einer der erfolgreichsten Radioshow Amerikas, und war Fan von Hank Williams. Sein Bruder spielte Gitarre und sang; allgemein war seine Familie sehr musikalisch. Nachdem Gauthier die sechste Klasse abgeschlossen hatte, verließ er sein Zuhause und reiste durchs Land. Dabei arbeitete er als Holzfäller oder Lieferwagenfahrer. Abends trat er als Musiker in Bars und Hotels auf, um seinen Lebensunterhalt aufzubessern.

### Anfänge
1949 traf er die Country-Sängerin Ginger Booth und wurde Mitglied in ihrer Band, den Melody Rangers. Booth brachte Gauthier Englisch bei und zusammen traten sie bei den Radiostationen CKRN in Rouyin und CFCF in Montreal auf. Nachdem der Möbelladenbesitzer George Taylor, der auch ein Plattenlabel besaß, die beiden bei einem ihrer Auftritte im Beaver Club gehört hatte, bot er ihnen die Chance Platten bei seinem Label aufzunehmen. Jedoch sollte Gauthier dafür erst einen englisch-klingenden Namen annehmen. So wurde aus Leonald Gauthier „Hal Willis“. Mit Ginger nahm Willis einige Hillbilly-Titel auf, die bei Taylors Rodeo Records veröffentlicht wurden. Im August 1951 heirateten Willis und Booth.

### Karriere
Nach einem Auftritt im amerikanischen Buffalo riet ihnen Webb Pierce, der ihren Auftritt verfolgt hatte, nach Nashville zu ziehen, da dort die Möglichkeiten größer schienen, eine Karriere zu starten.

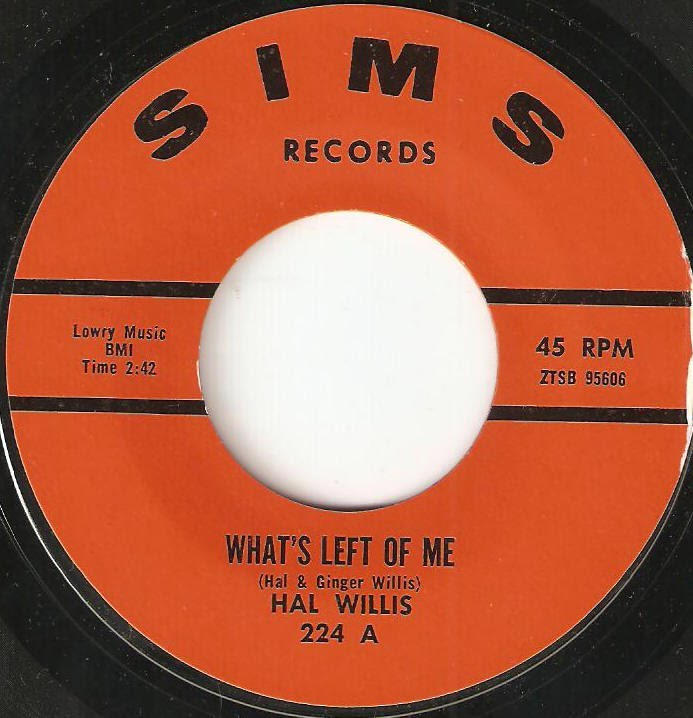
What’s Left of Me, 1965

Willis und seine Frau folgten Pierces Rat und reisten nach Nashville. Durch seine Hilfe erhielten Hal und Ginger einen Job im Rainbow Club. Ginger arbeitete zusätzlich als Sekretärin für Marty Robbins. Im Februar 1956 erhielt Willis eine Einladung des Country-Sängers Hank Snow, mit seiner Frau an einer Tournee durch die USA teilzunehmen. An der Tournee nahmen ebenfalls der Rock-’n’-Roll-Star Bill Haley sowie der junge Elvis Presley teil. Inspiriert durch Elvis’ Rockabilly-Titel schrieb Willis einige Rockabilly-Titel. In Murray Nashs Aufnahmestudio, das im selben Gebäude war wie das Büro Marty Robbins, nahm Willis die Titel My Pink Cadillac und Bop-A-Dee, Bop-A-Doo in einer Session mit Glenn Reeves auf. Im Gegenzug spielte Willis auf Reeves Aufnahme Rockin’ Rollin’ Country Style Gitarre. Willis‘ Platten sind heute bei Rockabilly-Sammlern sehr beliebt aber auch äußerst teuer. 1958 spielte er für Top Hit Tunes Cover von aktuellen Hits ein und nahm in den nächsten Jahren für verschiedene Plattenfirmen auf, unter anderem für Decca Records, Athens Records und Sims Records. Bei Sims konnte er seine erfolgreichste Single veröffentlichen. Der Country-Titel The Lumberjack stieg bis auf Platz 5 der Billboard Charts und verkaufte sich über 1,5 Millionen Mal. Er hatte außerdem die Möglichkeit, mit den großen Stars der Country-Musik auf Tour zu gehen, so unter anderem mit Webb Pierce, Johnny Cash, Willie Nelson, Patsy Cline, Porter Wagoner und Loretta Lynn.
Willis blieb weiterhin aktiv als Musiker und Komponist und trat öffentlich auf. In den Jahren 2000 und 2001 machte er wieder mit drei Alben auf sich aufmerksam, zwei davon sind Coast To Coast und das Weihnachtsalbum Santa’s Clones. Es wurden ebenfalls einige Singles aus den Alben ausgekoppelt. Am 26. Oktober 2003 verstarb seine Frau Ginger.

## Diskographie

### Singles
| Jahr | Titel                                                              | Plattenfirma     |
| ---- | ------------------------------------------------------------------ | ---------------- |
| 1951 | The Only Pleasure I’ll Get Tonight / The Ride Is Over              | Rodeo            |
| 1951 | Crooked Heart / Wild Living                                        | Rodeo            |
| 1956 | My Pink Cadillac / Bop-A-Dee, Bop-A-Doo                            | Atlantic 45-1114 |
| 1957 | Lumberjack / Dig Me A Hole                                         | Quality          |
| 1958 | Crazy Little Mama / Walkin’ Dream                                  | Athens 704       |
| 1958 | I’m Gonna Hitch My Hotrod to a Star / Only the Tender Young Hearts | Decca 9-30768    |
| 1959 | Poor Little Jimmie / That’s the Way It Goes                        | Decca 9-30949    |
| 1961 | I Love You (Around the World) / Bayou Pierre                       | Mercury          |
| 1964 | Lumberjack / Dig Me A Hole                                         | Sims 207         |
| 1965 | What’s Left of Me / Celle Que J’Aime                               | Sims 224         |
| 1965 | Klondike Mike / So Right But So Wrong                              | Sims 235         |
| 1965 | Nopper the Topper / Thumb and Shoes                                | Sims 243         |
| 1965 | Creole Rose / When It’s Springtime                                 | Sims 250         |
| 1966 | Doggin’ In the U.S. Mail / Battle Of Vietnam                       | Sims 288         |
| 1966 | Private Dick / Parson From Paint Rock                              | Sims 307         |
| 1968 | Everybody’s Got Troubles / Right Where                             | Wayside          |
| 1969 | Bayou Pierre / Late So Early                                       | Wayside          |

1. 1 2 3  Veröffentlicht nur in Kanada

### Alben
- 1966: Mr. Lumberjack
- 1967: Mr. Lumberjack [Volume II]
- 1972: Hal Willis
- 1999: Santa’s Clones
- 2000: Coast To Coast
- 2001: Better Than Ever
- 2006: A Cut Above
- 2006: Better 'N Ever